# Coleophora yomogiella
Coleophora yomogiella é uma espécie de mariposa do gênero Coleophora pertencente à família Coleophoridae.